# Wang Jianjiahe
Wang Jianjiahe (chiń. 王简嘉禾; pinyin Wáng Jiǎnjiāhé; ur. 17 lipca 2002) – chińska pływaczka specjalizująca się w stylu dowolnym, dwukrotna mistrzyni świata na krótkim basenie, była rekordzistka świata na krótkiej pływalni.

## Kariera
W sierpniu 2018 roku podczas igrzysk azjatyckich w Dżakarcie zdobyła złote medale w konkurencjach: 400, 800 i 1500 m stylem dowolnym oraz sztafecie 4 × 200 m stylem dowolnym i w każdej z nich poprawiła rekord igrzysk.
Dwa miesiące później, na Pucharze Świata w Budapeszcie na dystansie 400 m stylem dowolnym pobiła rekord świata (3:53,97 min). Na 800 m stylem dowolnym czasem 7:59,44 min ustanowiła nowy rekord świata juniorek, słabszy od rekord globu seniorek o zaledwie 0,10 s.
W grudniu tego samego roku na mistrzostwach świata na krótkim basenie w Hangzhou zwyciężyła w konkurencji 800 m stylem dowolnym, uzyskawszy czas 8:04,35. Złoto zdobyła także w sztafecie 4 × 200 m stylem dowolnym, w której Chinki poprawiły rekord swojego kraju. Na dystansie 400 m stylem dowolnym z czasem 3:54,56 wywalczyła srebrny medal.

### Rekordy świata
| Konkurencja           | Basen      | Rezultat    | Miejsce   | Data                | Status                            |
| --------------------- | ---------- | ----------- | --------- | ------------------- | --------------------------------- |
| 400 m stylem dowolnym | 25-metrowy | 3:53,97 min | Budapeszt | 4 października 2018 | do 14 grudnia 2018 Ariarne Titmus |